# Півсловиця
Півсловиця — система тайнопису, система спрощеного, більше скороченого і швидшого письма. Характерні побудови знаків півсловиці:
- замість цілої літери пишеться її характерна частина, щоб різні літери не збігалися своїми знаками;
- знаки перевертаються у зворотний бік;
- у вигляді варіантів, зустрічаються знаки, отримані деформацією початкових літер.

## Матеріали, написані півсловицею
- У Ватикані зберігається рукопис, написаний півсловицею, — cod. Vatic. Slav. N VIII, так званий Ватиканський псалтир. У троїцького ігумена Артемія, відомого вільнодумством клірика XVI ст., були цілі Євангеліє, Апостол і Псалтир, написані півсловицею.

Голосна півсловиця — це різновид тайнопису «півсловиця», в якому скороченню підлягають тільки голосні літери, а приголосні залишаються на своїх місцях без зміни.
Цим тайнописом написаний ключ до Листа «в квадратах» і «Лаодикійське послання».
Таким же способом набагато пізніше у XVIII столітті зроблено невеликий запис на «Поморських відповідях» у рукописі N 3006 Історичного музею.